# Hubovo
Hubovo (in ungherese: Hubó) è un comune della Slovacchia facente parte del distretto di Rimavská Sobota, nella regione di Banská Bystrica.